# 音乐大脑
《音乐大脑》是阿根廷作家塞萨尔·艾拉的一部短篇小说集，收入了《毕加索》（2006）、《音乐大脑》（2004）、《砖墙》（2011）、《购物车》（2004）、《雅典娜杂志》（2007）、《狗》（2008）、《两个男人》（2007）等七篇短篇小说。

## 情节
《毕加索》写巨人钻出魔瓶，说可以让“我”在“拥有一幅毕加索”和“成为毕加索”两个愿望中选择一个，加以满足，问“我”要哪个？“我”最终选择了前者，因为长期以来“我”已适应了自己的各种情绪，但却不一定能适应毕加索的。《音乐大脑》写有一天“音乐大脑”（音响）来到小镇上展出，放在剧院里。马戏团也来到镇上，团里的三个侏儒陷入三角恋，结果三人都失踪了，同时失踪的还有老板的枪和子弹。一次妹妹想要够到“大脑”，把它摔坏了。里面露出了两个男侏儒的尸体。而镇上的国父雕像也炸裂了，露出了藏身其中的女侏儒。她张开翅膀飞走了。《砖墙》写“我”小时候和好友米格儿都是影迷，二人从希区柯克的电影《西北偏北》（阿根廷译名“国际阴谋”）中得到启发，发明了一种游戏“ISI”（“国际秘密阴谋”的缩写），游戏中不可向对方谈起ISI，而只通过在信箱中放密件来交流。多年以后，“我”发现了米格儿当年写的密件。《购物车》写作家“我”在超市里发现了一辆会自己滑动的购物车，对它产生了亲近感。《雅典娜杂志》写“我”年轻时和阿瑞特创办《雅典娜》文学杂志，决定把第一期办成多期合刊。这样后出的就能在第一期厚度上任意增减。最后决定第一期为一万期合刊，这样“单”刊就只占0.0036页。《狗》写“我”坐上巴士，一条狗追在后面狂吠，巴士停下后，它上了车，冲到“我”面前。《两个男人》写“我”定期探访两个与世隔绝的奇怪男人，一个有巨脚脚（和身体其他部分一样大），一个有巨手。他们赤身裸体，每次“我”去时都在家。“我”决定用绘画来记录他们，但有一天，他们的手脚缩小成和常人一样了。

## 分析
艾拉在《音乐大脑》中实现了米兰·昆德拉“以小说的方式对抗乏味的理性主义对世界的僵硬理解”的主张。他常常从荒诞中开始故事，在结尾回归现实。比如《音乐大脑》中，带翅膀的怀孕女侏儒为读者们打开一个奇特的个性化世界，而结尾萨丽塔·索博凯撒的动作像是劈开女侏儒留下的蛋，而所用的斧子却被发现是一本书——她意图是将书放在蛋的上面，这个图案标志了市图书馆的创立。作者也不强调情节的完整，而是让读者自由想象。
艾拉还在作品灌注了对自我的执着。比如《毕加索》中主人公就选择了固守自我，没有选择成为毕加索。而这时他面前出现了毕加索画的瘸腿女王——她无法意识到自己残疾，大臣们为了提醒，请女王在一场花卉比赛后说出“Su Majestad, escoja”（陛下请请选择），末尾的词分开读意思就变成了“是瘸子”。一方面，女王其实可能并非真的不知道自己瘸了，而是因为独一无二的身份而无法评判自己。另一方面，这幅画直到在“我”这里出现，一直不为人知。女王、画家和“我”都无法替代，每个人都最重要，“我”成为对抗纷繁世界的最后堡垒。